# El Tossal (Peramola)
El Tossal és una muntanya de 1.018 metres que es troba al municipi de Peramola, a la comarca de l'Alt Urgell.